# ماكس ووسنام
ماكس ووسنام (بالإنجليزية: Max Woosnam)‏ مواليد 6 سبتمبر 1892 في ليفربول - الوفاة 14 يوليو 1965 في لندن، كان لاعب كرة مضرب وأيضا لاعب كرة قدم إنجليزي وكان يلعب باليد اليمنى. كما أنه أحد أبطال الجراند سلام. سبق أن شارك في دورة الألعاب الأولمبية الصيفية. أحيانا يتم وصفه بـ «أعظم رياضي بريطاني».

## بطولات حققها
- دورة رولان غاروس الدولية
- بطولة ويمبلدون
- بطولة أستراليا المفتوحة للتنس
- بطولة أمريكا المفتوحة للتنس

## الميداليات
| الميدالية | المسابقة                       |
| --------- | ------------------------------ |
| ذهبية     | الألعاب الأولمبية الصيفية 1920 |

## روابط خارجية
- ماكس ووسنام على موقع ناشيونال فوتبول تيمز (الإنجليزية)
- ماكس ووسنام على موقع عالم كرة القدم.نت (الإنجليزية)
- ماكس ووسنام على موقع رابطة محترفي التنس (الإنجليزية)
- ماكس ووسنام على موقع الاتحاد الدولي لكرة المضرب (الإنجليزية)
- ماكس ووسنام على موقع كأس ديفيز (الإنجليزية)
- ماكس ووسنام على موقع اللجنة الأولمبية الدولية (الإنجليزية)
- ماكس ووسنام على موقع أوليمبيديا (الإنجليزية)
- ماكس ووسنام على موقع اللجنة الأولمبية البريطانية (الإنجليزية)